# کردهای اسرائیل
کردهای اسرائیل مهاجران و فرزندان مهاجران کرد هستند که در حال حاضر در اسرائیل اقامت دارند. جمعیت آن‌ها حدود ۲۵۰٬۰۰۰ نفر می‌باشد. زبان محاوره میان کردهای یهودی ایرانی که به اسرائیل مهاجرت کردند اغلب گورانی و کردی جنوبی و کردی سورانی است. سایر کردها نیز در اسرائیل به کردی کرمانجی تکلم می‌کنند.